# Нант-5 (кантон)
Нант-5 (фр. Nantes-5) — кантон во Франции, находится в регионе Пеи-де-ла-Луар, департамент Атлантическая Луара. Входит в состав округа Нант.

## История
В результате реформы 2015 года состав кантона изменился: в него были добавлены некоторые кварталы, ранее входившие в состав упразднённого кантона Нант-11.

## Состав кантона с 22 марта 2015 года
В состав кантона входят западные кварталы города Нант.

## Политика
С 2015 года кантон в Совете департамента Атлантическая Луара представляют бывший член Регионального совета Пеи-де-ла-Луар Лилиан Жан (Lyliane Jean) (Социалистическая партия) и вице-мэр Нанта Али Ребу (Ali Rebouh) (Разные левые).
|                | Кандидаты                      | Партия                  | Первый тур | Первый тур     | Второй тур | Второй тур |
| Кол-во голосов | Кандидаты                      | Партия                  | % голосов  | Кол-во голосов | % голосов  |            |
| -------------- | ------------------------------ | ----------------------- | ---------- | -------------- | ---------- | ---------- |
|                | Лилиан Жан Али Ребу            | Разные левые            | 3 295      | 47,77          | 4 353      | 58,76      |
|                | Софи Ван Готем Кюртис Дерьен   | Разные правые           | 2 721      | 39,45          | 3 055      | 41,24      |
|                | Робен Салькруа Клотильда Сеасо | Коммунистическая партия | 881        | 12,71          |            |            |

|                | Кандидаты                     | Партия                  | Первый тур | Первый тур     | Второй тур | Второй тур |
| Кол-во голосов | Кандидаты                     | Партия                  | % голосов  | Кол-во голосов | % голосов  |            |
| -------------- | ----------------------------- | ----------------------- | ---------- | -------------- | ---------- | ---------- |
|                | Лилиан Жан Али Ребу           | Социалистическая партия | 3 934      | 36,43          | 5 672      | 57,33      |
|                | Патрисия Рьо Жан Филипп Туари | Правый блок             | 2 439      | 22,59          | 4 222      | 42,67      |
|                | Кристиан Буше Беатрис Ле Наур | Национальный фронт      | 1 645      | 15,23          |            |            |
|                | Катрин Легаль Рено Монен      | Разные левые            | 1 375      | 12,73          |            |            |
|                | Жонатан Барбен Софи Ван Гётем | Разные правые           | 951        | 8,81           |            |            |
|                | Брюно Шевалье Изабель Юше     | Левый фронт             | 454        | 4,20           |            |            |